# Smithsonian Folkways
Smithsonian Folkways är ett amerikanskt icke-vinstorienterat skivbolag. Bolaget drivs av Smithsonian Institution och grundades 1987. Bolaget är primärt inriktat på att ge ut folkmusik.